# Воллар, Амбруаз

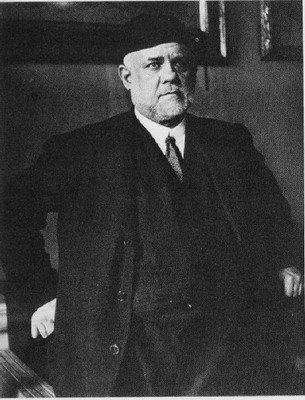
Амбруаз Воллар, 1933 год

Анри́ Луи́ Амбруа́з Волла́р (фр. Henri Louis Ambroise Vollard; 3 июля 1866, Сен-Дени, Реюньон, Франция — 22 июля 1939, Версаль, Ивелин, Франция) — французский арт-дилер (маршан), коллекционер, издатель. Поддерживал и финансово, и морально многих (как знаменитых, так и неизвестных) художников, включая Сезанна, Майоля, Пикассо, Руо, Гогена и Ван Гога.

## Биография
Родился и вырос во французской колонии Реюньон. Сын нотариуса, изучал юриспруденцию в метрополии, сначала в Монпелье, затем в Школе права в Париже, которую окончил в 1888 году, подрабатывая в студенческие годы клерком у арт-дилера.
За эти годы незаметно превратился в «маршана-любителя» и в 1893 году основал собственную арт-галерею Rue Laffitte (по названию улицы Лаффит), ставшую затем центром парижского рынка современного искусства. Здесь Воллар устраивал свои первые крупные выставки: за Эдуардом Мане и другими последовал Гоген, 4—30 июня 1895 года прошла первая посмертная выставка Ван Гога, в том же году состоялась первая персональная выставка Сезанна, в 1904-м — Матисса. Таким образом, Воллар «открывал» этих мастеров.
Он заказывал видным художникам иллюстрации к книгам, которые в настоящее время признаны выдающимися образцами книгоиздательского дела: Пьеру Боннару — к сборнику стихов «Параллельно» Поля Верлена и к пасторальному роману «Дафнис и Хлоя» древнегреческого автора Лонга; Раулю Дюфи — к «Прекрасному ребенку» Эжена Монфора; Эдгару Дега — к «Заведению Телье» Ги де Мопассана; Одилону Редону — к «Искушению Святого Антония» Гюстава Флобера; Жоржу Руо — к «Цирку падающей звезды» на текст художника; Пабло Пикассо — к «Неведомому шедевру» Оноре де Бальзака и к «Естественной истории» Жоржа Бюффона; Марку Шагалу — к «Мёртвым душам» Николая Гоголя.
Его внешность и манеры часто описывали беспощадными словами: «крупный, резкий, грубый человек» с «потупленным взором». При этом он был достаточно свирепым бизнесменом, нажившим состояние благодаря девизу «покупай дешево — продавай дорого». В число его клиентов входили Гертруда Стайн и её брат Лео, Сергей Щукин, Иван Морозов, Альберт К. Барнс, Г. О. Хэвемайер. Позже Воллар напишет биографии Сезанна, Дега и Ренуара.
В 1925 году на Всемирной выставке в Париже Амбруаз Воллар был удостоен высшей награды — Гран При — по классу книги.
Погиб в автомобильной катастрофе в 1939 году в возрасте 73 лет, когда его управляемая шофёром машина вылетела с дороги. Он умер, не оставив прямых наследников. Его коллекция согласно завещанию была распределена между дальними родственниками и близкими друзьями, хотя значительное количество шедевров были проданы, потеряны или украдены в годы начинавшейся войны.
Часть коллекции, обладающую исключительной художественной ценностью, обнаружили в 1981 году в одном из сейфов парижского банка Société Générale, где она была размещена по распоряжению помощника и наследника Воллара — Эрика Сломовича. Сдав полотна на хранение в 1940-м, спустя год после смерти их владельца, Сломович был вынужден бежать в Югославию, где погиб от рук нацистов.
В силу сложившихся обстоятельств содержимое сейфа было закрыто на 40 лет — до срока, когда, по французским законам, банку разрешалось вскрыть сейф и продать его содержимое для компенсации неоплаченных расходов на хранение в течение столь длительного времени. Из-за споров между наследниками Воллара коллекция, включавшая в себя работы Дерена, Дега, Ренуара, Сезанна, Гогена и Пикассо, была выставлена на продажу лишь в 2010 году.
Коллекция выставлялась на продажу в два этапа. На первом из них — 22 июня 2010 — на аукционе Sotheby’s в Лондоне был представлен один из самых ценных предметов собрания — произведение Андре Дерена «Arbres a Collioure» («Деревья в Коллиуре», 1905 год). Пейзаж ушёл с молотка за 16,28 миллиона фунтов стерлингов, установив новый аукционный рекорд цены для работ этого художника.
На втором этапе 29 июня 2010 года на торгах в Париже были представлены оставшиеся 139 работ, в основном рисунки и графика. Суммарная стоимость лотов, реализованных на аукционе, составила 3,5 миллиона евро.
Самой дорогой работой, ушедшей с молотка, стала гравюра Пабло Пикассо «Скудная пища» (Le repas frugal), проданная за 720,7 тысячи евро при эстимейте в 180—300 тысяч евро. Монотипия Эдгара Дега «Праздник хозяйки» (La Fete de la Patronne) была продана за 516,7 тысячи евро — также со значительным превышением предварительной оценки, которая составляла 200—300 тысяч.
Одним из топ-лотов парижского аукциона считался портрет Эмиля Золя кисти Поля Сезанна. Его планировалось продать за 500—800 тысяч евро, однако из-за произошедшей во время аукциона ошибки этот лот был снят с торгов.

## Портреты Амбруаза Воллара
Ведущие французские художники, для многих из которых Воллар был не только арт-дилером, но и другом, часто изображали его как в живописных, так и в графических работах.
- 1895 — Поль Сезанн, Музей де Пти-Пале, Париж.
- 1899 — Морис Дени, карандаш, уголь.
- 1900 — Морис Дени, «Оммаж Сезанну» (Дань почтения Сезанну). Группа символистов в благоговейном почтении застыла перед сезанновским натюрмортом в галерее Воллара на улице Лафит. Сам Воллар спрятался за мольбертом, на котором выставлен натюрморт, играя роль этакого опорного столба как в буквальном, так и в фигуральном смысле[11].
- ок. 1904-1905 — Пьер Боннар, «Портрет Амбруаза Воллара» (в кресле), Цюрихский Кунстхалле[12].
- 1904 — Пьер Боннар[13].
- 1908 — Пьер Огюст Ренуар, Галерея Института искусства Курто, Лондон.
- 1910 — Пабло Пикассо, ГМИИ — пример аналитического кубизма. См. Портрет Амбруаза Воллара.
- ок. 1911 — Пьер Огюст Ренуар, «Портрет Амбруаза Воллара в красном платке».
- 1924 — Пьер Боннар, «Портрет Амбруаза Воллара с его кошкой», Музей де Пти-Пале, Париж[14].
- 1937 — Пабло Пикассо, офорт, акварель.
- Пьер Огюст Ренуар — рисунок.
- Пьер Огюст Ренуар, «Портрет Амбруаза Воллара в костюме тореадора».
- Жан-Луи Форен.
- Пабло Пикассо — рисунок.
- Луи Вальта.
- Феликс Валлоттон.

### Отношения с художниками
- Сезанн: одним из самых громких успехов Воллара считается покупка им работ Сезанна. У абсолютно неизвестного художника за гроши он приобрёл на корню всю мастерскую (ок. 150 работ). И после этого сделал ему имя.
- Гоген: когда художник жил на Таити, удалившись от цивилизации, маршан написал ему и оптом выкупил все созданные им там произведения (захватив, таким образом, практически монополию). А Гоген получил средства для продолжения своей уединённой жизни.
- Пикассо: Амбруаз Воллар поддерживал тесные контакты с Пикассо в течение розового и голубого периодов художника, в 1901 г. устроил его первую выставку. Но кубизм не принял — и разорвал сотрудничество. Художник снова начал работать на Воллара в 1937 г., создав для него графический цикл офортов про Минотавра — т. н. «Сюиту Воллара».
- Шагал: дилер поддержал мастера в годы эмиграции, дав ему заказ на иллюстрации к произведениям Гоголя и Лафонтена. Позже, также для Воллара, Марк Шагал будет иллюстрировать Библию.